# جايوس سيستيوس جالوس (حاكم سوريا)

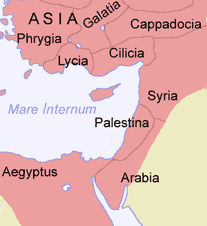
جنوب شرق الإمبراطورية الرومانية ومن ضمنها ولاية سوريا

كان جايوس سيستيوس جالوس (المتوفى عام 67 م) سيناتورًا رومانيًا في مجلس الشيوخ الروماني وجنرالًا نشطًا خلال الفترة المعروفة باسم عهد الزعامة. كان قنصلًا رومانيا منتخبا لإكمال دورة الحُكم للقنصل السابق بما يعرف بالنودينيوم الثاني من العام 42 ميلادي.

## حاكم سوريا
كان جالوس حاكمًا رومانيا لولاية سوريا الرومانية ابتداءا من العام 63 أو 65 ميلادي. واجه خلال فترة حكمه ثورة يهودية على الحكم الروماني فسار في منطقة يهودا في فلسطين بقوة عسكرية تزيد عن 30.000 رجل في أيلول عام 66 ميلادي في محاولة منه لاستعادة النظام في بداية الحرب اليهودية الرومانية الأولى. تم تجميع جيشه في أنطاكية، وكان جيش جالوس يتألف من الفيلق الروماني الثاني عشر، ومفارز من الجحافل العسكرية الثلاثة الأخرى المتمركزة في سوريا، وست مجموعات من المشاة الإحتياط وأربعة من سلاح الفرسان. تم دعم هذه القوات النظامية من قبل 14000 الف جندي من الحلفاء الذين ارسلهم أغريباس الثاني وحكام آخرين.

## الثورة يهودية
مع انخفاض تعداد قوات جالوس بسبب المفارز المرسلة لاحتلال الجليل وساحل يهودا، تحول جالوس إلى الداخل لإخضاع القدس. بعد أن عانى من خسائر بين قوافل أمتعته وحرسه الخلفيين إثر هجمات مباغتة، وصل جالوس إلى جبل المشارف في القدس وتوغل في المدينة الخارجية، لكنه لم يتمكن على ما يبدو من الاستيلاء على جبل الهيكل. بعد حصار دام تسعة أيام، قرر جالوس العودة إلى الساحل. يبدو أن قراره استند إلى فقدان معدات الحصار بسبب الكمائن في الطريق ومعرفته بالتهديد القادم بقطع خطوط الإمداد بسبب بدء هطول الأمطار في تشرين الأول.
ثار الفصيل الشبه عسكري في القدس التابع للقوات الرومانية، بقيادة شمعون بار جيورا، ضد الكتيبة الرومانية، ولاحقهم حتى أنتيباتريس، عبر بيت حورون ما أدى لتغير في مسار نجاح حملة جالوس. 
قدر جوزيفوس في البداية عدد الخسائر الرومانية بــ 515 قتيل، ولكن في الهزيمة التي تلت ذلك، بلغ عدد القتلى بين الجيش الإمبراطوري الروماني 5300 من المشاة و 380 من الفرسان. وقع هذا الحادث على الجيش الروماني في شهر حشفان القمري، خلال السنة الثانية عشرة من حكم نيرون، وكان إيذانا ببدء الحرب مع روما.

## موته
بعد فترة وجيزة من عودته إلى سوريا، وقبل ربيع عام 67، مات جالوس. وفقًا لتيتوس فلافيوس جوزيفوس، فإن جالوس قد تأثر بشدة بالعار الذي لحق الرومان بعد تلك الهزيمة الكبرى والغير متوقعة. خلف جالوس في حكم سوريا ليسينيوس موسيانوس.  عين الإمبراطور نيرون الإمبراطور المستقبلي فيسباسيان كقائد للقوات الرومانية المتجمعة في ولاية سوريا لسحق التمرد في يهودا.